# Kabinett Hartwieg
Das Kabinett Hartwieg bildete von Mai 1911 bis zum 10. Januar 1914 die vom Regenten Johann Albrecht und Herzog Ernst August eingesetzte Landesregierung des Herzogtums Braunschweig.
Das Kabinett wurde neu gebildet, da der bisherige Vorsitzende Albert von Otto nach politischen Differenzen mit dem Regenten in der Frage der zukünftigen Wiedereinsetzung der welfischen Dynastie, die er ablehnte, seinen Abschied einreichte. Der bisherige Innenminister Adolf Hartwieg, der eine politisch gegensätzliche Linie zu von Otto verfolgt hatte, wurde nun Vorsitzender des Staatsministeriums. Hartwiegs Bemühungen um eine Wiedereinsetzung der Welfen waren erfolgreich. Es kam nach zähen Verhandlungen zur Aussöhnung zwischen den Hohenzollern und den Welfen, die in der Hochzeit des Sohns des letzten Kronprinzen des Königreichs Hannover Ernst August mit der Kaisertochter Viktoria Luise am 24. Mai 1913 und der Besteigung des braunschweigischen Herzogsthrons durch Ernst August am 1. November 1913 mündeten.
Die Regierung musste wegen des Todes Hartwiegs im Januar 1914 neu gebildet werden. 
| Amt                                                                    | Name           |
| Vorsitzender des Staatsministeriums Auswärtige Angelegenheiten Inneres | Adolf Hartwieg |
| Justiz-, Kirchen- und Schulangelegenheiten                             | Carl von Wolff |
| Finanzen                                                               | Carl Radkau    |